# Pierre de Préaux

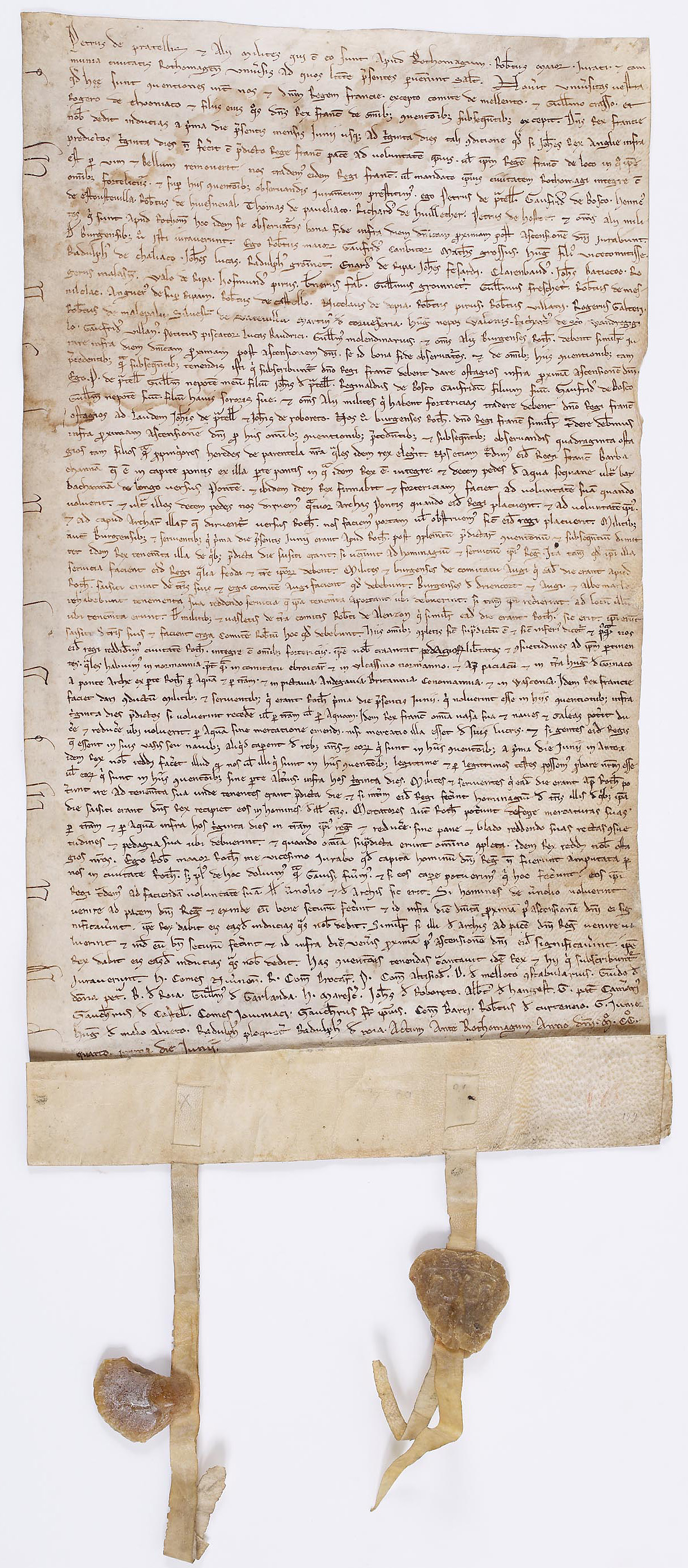
Kapitulationsurkunde von Pierre de Préaux zur Übergabe von Rouen vom 1. Juli 1204

Pierre de Préaux, auch Peter de Prouz († 1212), war ein normannischer Adliger. Er entstammte der normannischen Adelsfamilie Préaux und war der dritte Sohn von Osbert de Préaux, der sowohl im südenglischen Devon wie auch in der Normandie Besitzungen hatte. Sein ältester Bruder Jean de Préaux erbte 1189 nach dem Tod ihres Vaters die Besitzungen der Familie.
Pierre nahm 1180 oder 1181 mit zahlreichen anderen Rittern aus Frankreich, den Niederlanden, Deutschland und England an einem großen Turnier im französischen Lagny-sur-Marne teil. Zusammen mit seinem Bruder Guillaume nahm er am dritten Kreuzzug unter dem englischen König Richard Löwenherz teil. Während des Kreuzzugs wurde er 1191 königlicher Standartenträger und kehrte 1192 in die Normandie zurück. Später stand er im Dienst von Richards Bruder König Johann Ohneland, der ihn 1200 zum Lord der Kanalinseln ernannte. 1202 führte er eine Abteilung Söldner und entsetzte mit ihnen Burg Chinon, in der Johanns Frau Isabella belagert wurde. Anschließend brachte er die Königin nach Argentan in der Normandie. Ab 1203 war er Kommandant von Rouen, der schwer befestigten Hauptstadt der Normandie. Nachdem jedoch der französische König Philipp II. 1204 fast die gesamte Normandie erobert hatte, schloss Pierre de Préaux am 1. Juni mit dem König einen dreißigtägigen Waffenstillstand, um eine unnötige Zerstörung der Stadt durch eine Belagerung zu verhindern. Nachdem klar wurde, dass der in England weilende König Johann keinen Entsatzversuch machen würde, übergab Pierre de Préaux am 24. Juni die Stadt an den französischen König, womit die Normandie für König Johann verloren war. Nach der Eroberung übernahm Pierre die Besitzungen seiner Familie in England, darunter Gidleigh Castle bei Chagford, während sein Bruder Jean, der bereits 1203 mehrere Burgen in der Normandie an den französischen König übergeben hatte, Herr der Besitzungen in der Normandie blieb.
Pierre heiratete 1200 Mary de Redvers, eine Tochter von William de Redvers, 5. Earl of Devon und Mabile de Beaumont. Sein Erbe wurde sein Sohn William, seine Nachfahren anglisierten den Familiennamen zu Prowse. Nach seinem Tod heiratete seine Frau in zweiter Ehe Robert de Courtenay, Lord of Okehampton.